# Constantin Zöller

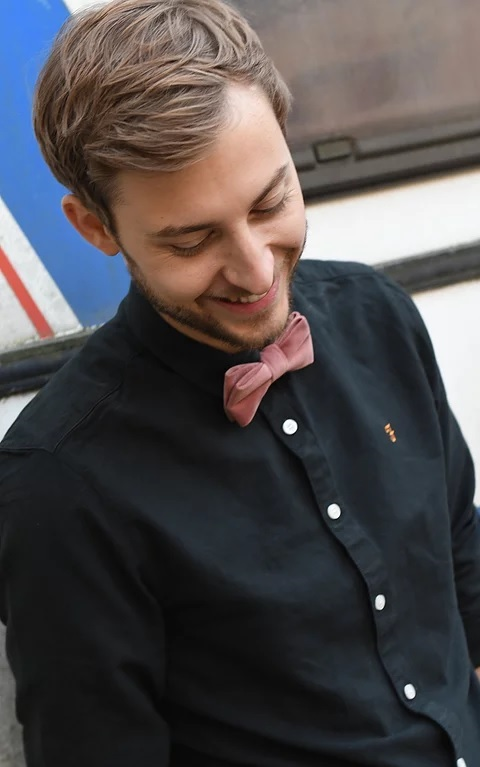
Constantin „Consi“ Zöller (2019)

Constantin „Consi“ Zöller (* 11. Juli 1987 in Schweinfurt) ist ein deutscher Hörfunk- und Fernsehmoderator.

## Leben und Wirken
Constantin Zöller, der meist unter seinem Spitznamen Consi auftritt, ist ein Hörfunkmoderator bei SWR3, der Popwelle des Südwestrundfunks. Daneben ist er regelmäßig Gast in verschiedenen Fernsehsendungen. Zudem begleitet er im Team von eurovision.de den Eurovision Song Contest, dessen deutscher Jury er angehörte. Außerdem kommentiert er seit 2021 den Junior Eurovision Song Contest für Deutschland im KIKA.
Für seine journalistische Arbeit wurde Zöller der Kurt-Magnus-Preis verliehen.
Für den Deutschen Radiopreis 2023 ist er in der Kategorie „Bester Moderator“ nominiert.

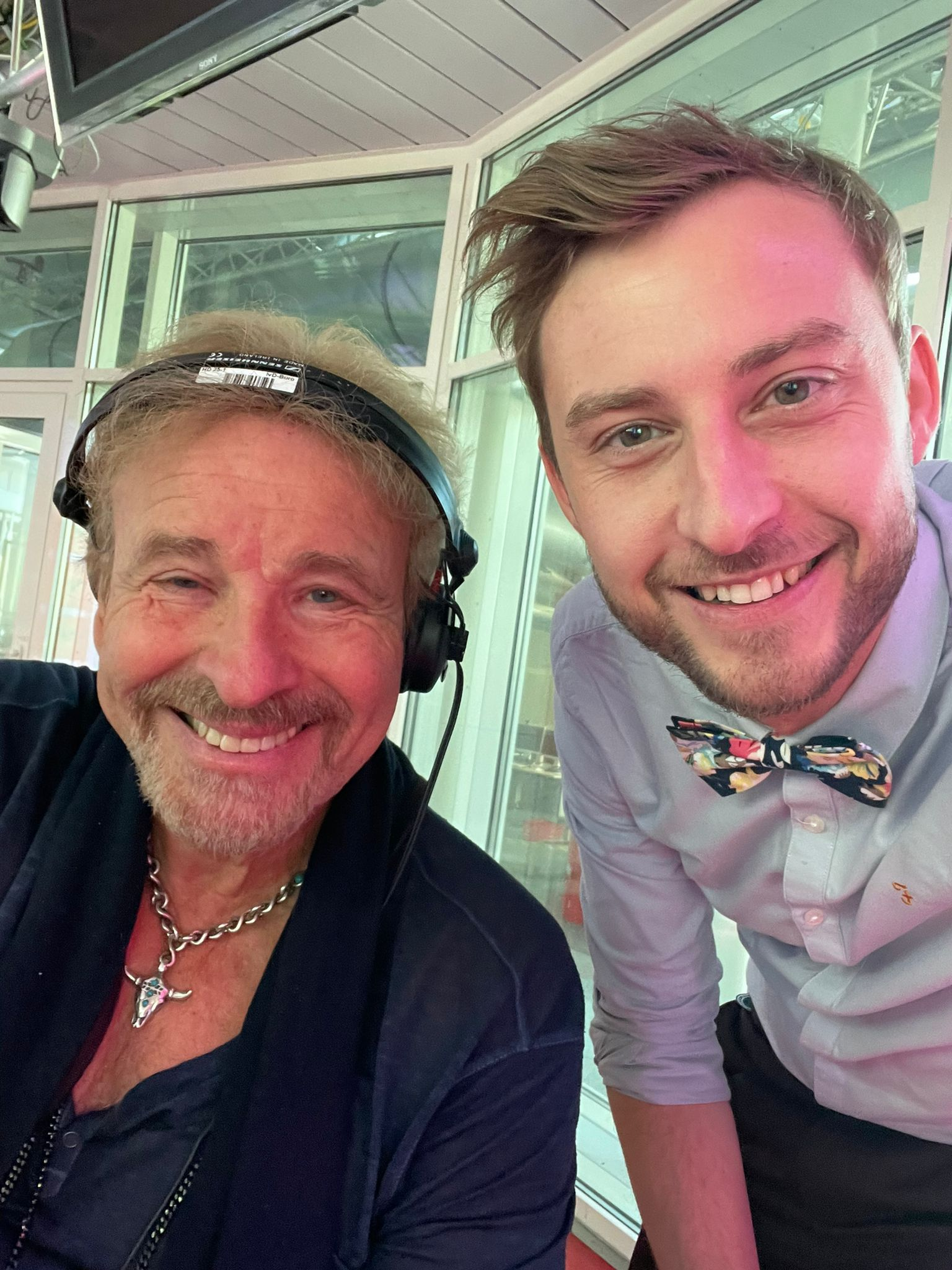
Thomas Gottschalk und Constantin Zöller (2022)

### Hörfunk
Fünf Jahre lang moderierte Zöller beim Hörfunksender DASDING, dem Jugendradioprogramm des Südwestrundfunks, seine nach ihm benannte Consi-Show. Zuvor hatte er beim Sender Energy Nürnberg die morgendliche Toastshow moderiert. Seit dem 1. September 2018 arbeitet er bei SWR3 und hat dort unter anderem die ARD-Popnacht moderiert.
Von Januar 2020 bis November 2021 gab es eine wöchentliche Radioshow in Doppelmoderation von Zöller und Thomas Gottschalk. Die Sendung lief jeden Montag ab 13 Uhr in SWR3. Seither sind die beiden Moderatoren zusammen im Format Gottschalk und Zöller SWR3 Spezial zu hören. Im April 2022 und 2024 war Zöller Gastgeber der Sendung Das große SWR3 Grillen. Von April 2022 bis Dezember 2023 moderierte er regelmäßig die Sendung NOW von 10 bis 13 Uhr bei SWR3.
Im Vorfeld zur Bundestagswahl 2021 moderierte Zöller zusammen mit Angela Ulrich vom RBB das Format Kampf ums Kanzleramt, bei dem er Armin Laschet, Olaf Scholz und Annalena Baerbock interviewte. Das Format war bundesweit in den Popwellen der ARD zu hören.
Zöller moderiert seit 15. Januar 2024 zusammen mit Rebekka de Buhr die SWR3 Morningshow.

### Fernsehen
Zöller war Sidekick von Pierre M. Krause in dessen Latenight-Show im SWR Fernsehen, der Pierre M. Krause Show. Seit 2020 gehört Zöller zum erweiterten Rateteam der Sendung Sag die Wahrheit, ebenfalls im SWR. Auch in der Quiz-Show Wer weiß denn sowas? war Zöller Kandidat. Im September 2021 zählte Zöller zusammen mit Christine Westermann und Christine Urspruch in der Sendung Nochmal 18! zu den Gästen. In der Vergangenheit hatte Constantin Zöller Auftritte als Promi-Experte in der Sendung Kaffee oder Tee.

### Eurovision Song Contest (ESC)
Im Mai 2019 moderierte Constantin Zöller bei One die ESC-Ranking-Show mit Constantin Zöller. Vorher war er auch Teilnehmer der TV-Show ESC 2019 Songchecker; ebenfalls bei One. Er kommentierte bereits den Junior Eurovision Song Contest 2021. den Junior Eurovision Song Contest 2022 sowie den Junior Eurovision Song Contest 2023 im KiKA.
Im Jahr 2021 gehörte Constantin Zöller der deutschen Jury für den 65. Eurovision Song Contest an.
Beim nationalen Vorentscheid für den deutschen Beitrag für den 66. Eurovision Song Contest in Turin, präsentierte Constantin Zöller die Voting-Ergebnisse von SWR3 im TV-Vorentscheid im ARD-Fernsehen.
Wie auch in den Vorjahren, war Zöller beim ESC 2023 Teil des Teams von eurovision.de. In dieser Funktion konnte man ihn als Reporter in Liverpool sehen. Während des ESC 2024 in Malmö war er zusammen mit Alina Stiegler Gastgeber der Sendung „Alles Eurovision“.
Im Anschluss des ESC 2023 begann eine Debatte um die deutsche Kommentatorenstelle. Hierbei wurde Zöller als künftiger Kommentator gehandelt. Letztlich wurde es Thorsten Schorn.

### Sonstiges
Gelegentlich ist Constantin Zöller als Bühnenmoderator (u. a. Rock am Ring, Southside) unterwegs. Seit 2021 interviewt er die Künstler des SWR3 New Pop Festivals.
Nachdem Kai Gniffke den ARD-Vorsitz übernommen hatte, stellte er sich über die Instagram-Kanäle von ARD und SWR3 im Live-Stream den Fragen der Öffentlichkeit. In diesem Format übernahm Zöller die Moderation.
Seit April 2024 hat Zöller seinen eigenen wöchentlichen Podcast Consi Calling, bei dem er mit Hilfe von Experten Fragen des Alltags beantwortet.